# 울산 고래고기 환부 사건
울산 고래고기 환부 사건은 2016년 4월 경찰이 압수한 고래고기 21t(시가 30억원)을 검찰이 피의자(불법 유통업자)에게 돌려준 사건이다. 이 사건에 대해 위법성이 있었는지 경찰이 조사하면서 검경 갈등도 일어났고, 환경 논란도 제기되었다.

## 역사
2016년 4월, 울산 경찰이 압수한 고래고기를 울산지검이 피의자에게 반환했다. 검찰은 유통업자들이 "불법으로 잡았다"고 시인한 6t만 몰수 조치하고 나머지 21t은 증거 부족으로 되돌려주면서 경찰의 반발을 샀다.
2017년 9월, 울산광역시지방경찰청이 위법성을 가려보자고 담당 검사를 상대로 수사에 나서면서 형사사건 수사권을 둘러싼 검찰과 경찰의 기싸움이 벌어졌다. 당시 울산경찰청장은 황운하였다.
2019년 12월 1일, 백원우 청와대 민정비서관실 특별감찰반의 특감반원(서울동부지검 검찰수사관) 백모(48)씨가 검찰 참고인 조사를 3시간가량 앞둔 1일 오후 3시 9분에 자살했으며, 숨진 채 발견됐다. 현장에서는 그가 자필로 작성한 유서가 발견되었다. 한국일보 보도에 따르면 A 수사관은 윤석열 검찰총장 앞으로 남긴 유서에서 "윤석열 총장께 면목이 없지만, 우리 가족에 대한 배려를 바랍니다"라고 썼다. 자필 유서에는 자신의 휴대전화 초기화를 하지 말아 달라는 내용이 담겨 있었다. 2019년 2월 청와대 파견을 마치고 검찰로 돌아온 백모(48)씨는 한 차례 5급 사무관 승진에서 물을 먹었다. 다음 인사에서는 반드시 승진해야 하는 처지에서 검찰 조사를 받게 된 입장이 되자 승진이 어려워질 수 있다는 불안감을 나타내곤 했다. 백 수사관은 청와대에서 함께 근무한 동료였던 김태우 전 특감반원의 연이은 폭로로 인한 부담감도 주변에 토로했다. 둘 다 6급 수사관으로 함께 청와대 특감반에서 근무했다. 청와대 특별감찰반 비위 의혹 참조. 숨진 백수사관은 백원우와 친척사이였다.
2019년 12월 2일, 오후 4시부터 검찰이 서초경찰서를 압수수색해 전날 숨진 채 발견된 청와대 특감반원 백모(48)씨의 휴대전화를 확보했다.
2019년 12월 4일, 경찰이 검찰이 압수해간 청와대 특감반원 백모(48)씨의 휴대전화를 다시 압수하려고 서울중앙지검에 압수수색영장을 신청했다.
2019년 12월 5일, 서울중앙지검 공공수사2부(부장 김태은)는 경찰의 압수수색 영장신청을 기각했다.
2019년 12월 6일, 아침에 경찰이 다시 압수수색 영장을 재신청했다.
2019년 12월 6일, 밤에 검찰이 영장 재신청을 기각했다.
검찰이 백모(48) 청와대 특감반원이 사용하던 아이폰X의 잠금장치를 풀기 위해 이스라엘 정보보안 기업 셀레브라이트 장비를 사용했다. 셀레브라이트는 일본 기기메이커 선 전자 자회사이자 이스라엘에 본사를 둔 IT 기업이다. 휴대폰과 모바일 기기 데이터를 추출하고 전송, 분석장치를 제조한다. 2020년 1월 22일, 미국 연방수사국(FBI)이 애플 도움 없이 아이폰11 잠금을 해제했다. FBI는 두 달을 공들인 끝에 아이폰11 잠금장치를 푸는데 성공했다. 셀레브라이트 소프트웨어(SW)를 이용했다.
고래고기 사건은 2016년 4월 울산 중부경찰서가 밍크고래 불법 포획사건을 수사하면서 증거물로 압수한 고래고기 27t 가운데 21t을 울산지검이 한 달 만에 일방적으로 피의자인 유통업자들에게 되돌려준 일과 관련해 울산경찰청이 위법성을 가리기 위한 수사에 나서면서 시작됐다.

## 같이 보기
- 문재인 정부 울산시장 선거 개입 의혹